# Jon Bing
Jon Bing (30 de abril de 1944 - 14 de enero de 2014) fue un escritor y profesor de la legislación noruega en el Centro Noruego de Investigación en Informática y Derecho (NRCCL), y la Facultad de Derecho de la Universidad de Oslo. Bing fue considerado un pionero en la ley informática y de información internacional. Obtuvo doctorados honorarios de la Universidad de Estocolmo y la Universidad de Copenhague, y fue profesor Visitante en el Kings College, Universidad de Londres. Bing fue parte de la protección de la Comisión de Privacidad. De 1979-1981, fue jefe de Norsk Filmråd. Entre 1981 y 1982 fue el jefe del Comité de Europarådet Informática Jurídica. Entre 1993 y 2000, estuvo al frente Norsk kulturråd.
Fue miembro de la Academia Noruega de Ciencias y Letras.

## Obras

### Ficción
- 1967 – Around the sun in a circle (cuentos, con Tor Åge Bringsværd)
- 1969 – Komplex (cuentos)
- 1969 – To loose a spaceship: a game of chance (con Tor Åge Bringsværd)
- 1969 – Lunarium: the book of the moon (con Tor Åge Bringsværd)
- 1970 – The soft landscape (novela)
- 1970 – Red planet (antología de ciencia ficción) (con Tor Åge Bringsværd)
- 1972 – Sesam 71 (cuento) (con Tor Åge Bringsværd)
- 1972 – East of the sun" and "West of the moon (antología de ciencia ficción) (con Tor Åge Bringsværd)
- 1972 – Scenario (novela)
- 1972 – Electrical Fairytales (redactor, cuentos para niños)(con Tor Åge Bringsværd)
- 1973 – Me - a machine: cybernetic fables (cuento) (con Tor Åge Bringsværd)
- 1974 – Knotted Writing (cuento)
- 1975 – Azur - Planet of the Captains (libro para niños, primer volumen de The Chronicles of the Starship Alexandria)
- 1976 – Zalt - Planet of the Steamlords (libro para niños, segundo volumen de The Chronicles of the Starship Alexandria)
- 1976 – The Mad Professor (cuento)(con Tor Åge Bringsværd)
- 1977 – Backwash: a science fiction anthology (con Tor Åge Bringsværd)
- 1980 – The new adventures of Marco Polo (con Tor Åge Bringsværd, más tarde adaptado a una serie de televisión de tres partes sobre NRK)
- 1980 – Shooting Stars (antología de ciencia ficción) (con Tor Åge Bringsværd)
- 1982 – Mizt - Planet of the Ghosts (libro para niños, tercer volumen de The Chronicles of the Starship Alexandria)
- 1984 – Flood (libro para niños)
- 1984 – Doppelgangers (novela)
- 1984 – The book is dead! Long live the book! (ensayo)
- 1985 – Tanz - Planet of Riddles (libro para niños, cuarto volumen de The Chronicles of the Starship Alexandria)
- 1986 – Hvadata? Pieces of literature for the information society (cuento)
- 1988 – As sure as data (cuento)
- 1988 – Shadows of the moon (libro para niños)
- 1988 – Dust to dust (con Tor Åge Bringsværd)
- 1991 – Cases of Doubt (cuento) (con Tor Åge Bringsværd)
- 1992 – The accounts of an old astronaut (novela)
- 1992 – Rosenvy and the corporation who knew too much (crimen)
- 1995 – The girl that went missing (libro para niños)
- 2004 – Oslo 2084: four fables of future crimes (cuento) (con Tor Åge Bringsværd)